# Mercedes Jadea Diaz
Mercedes Jadea Diaz (née le 7 juillet 2000 , près de Munich, en Bavière, Allemagne) est une actrice allemande.

## Biographie
Pour la première fois, Mercedes Jadea Diaz se trouvait à l'âge de cinq ans devant la caméra pour le spot publicitaire "Paulas Pudding" de Dr. Oetker. Il en suivit plusieurs petits rôles pour des téléfilms ou des publicités. Elle a aussi joué dans des séries télévisées policières telles que Soko brigade des stups, Le Renard mais on a aussi pu l'apercevoir dans le film Le Ruban blanc.
En 2009, à l'âge de neuf ans, Mercedes Jadea Diaz a obtenu la notoriété à travers son rôle de "Ylvi" dans le film Vic le Viking. Mercedes Jadea Diaz a été récompensée avec Michael Herbig et Jonas Hämmerle du prix Bambi dans la catégorie Meilleur film national.
En 2010, elle a joué le rôle d'enfant principal dans la comédie Liebe vergisst man nicht. Elle a de nouveau joué le rôle de "Ylvi" dans Vic le Viking 2 : Le marteau de Thor.
Mercedes Jadea Diaz fréquente un lycée à Munich.

## Filmographie

### Cinéma
- 2009 : Vic le Viking de Michael Herbig
- 2009 : Le Ruban blanc de Michael Haneke
- 2011 : Vic le Viking 2 : Le marteau de Thor de Christian Ditter
- 2011 : Il faut sauver le Père Noël (Als der Weichnachtsmann vom Himmel fiel) d'Oliver Dieckmann
- 2012 : Die Vermessung der Welt de Detlev Buck

### Télévision
- 2008 : Le Renard (série télévisée) - Wiedersehen mit einer Toten
- 2008 : Soko brigade des stups (série télévisée) - Teufelskirschen
- 2010 : Liebe vergisst man nicht (téléfilm)
- 2013 : Add a Friend (série télévisée, 1 épisode) - Lilli

## Récompenses
- 2009 : Prix Bambi pour Vic le Viking - Meilleur film national